# إيغال آلون
كان إيغال آلون (بالإنجليزية: Yigal Allon)؛ (10 أكتوبر 1918 – 29 فبراير 1980) سياسي إسرائيلي سابق، وقائد لقوات البلماح، ولواء في الجيش الإسرائيلي. وكان أحد قادة حزب أحدوت هعفوداه وحزب العمل الإسرائيلي، ورئيس وزراء إسرائيل بالنيابة. وكان عضواً في الكنيست ووزيرا للحكومة من الكنيست الثالث إلى التاسع.

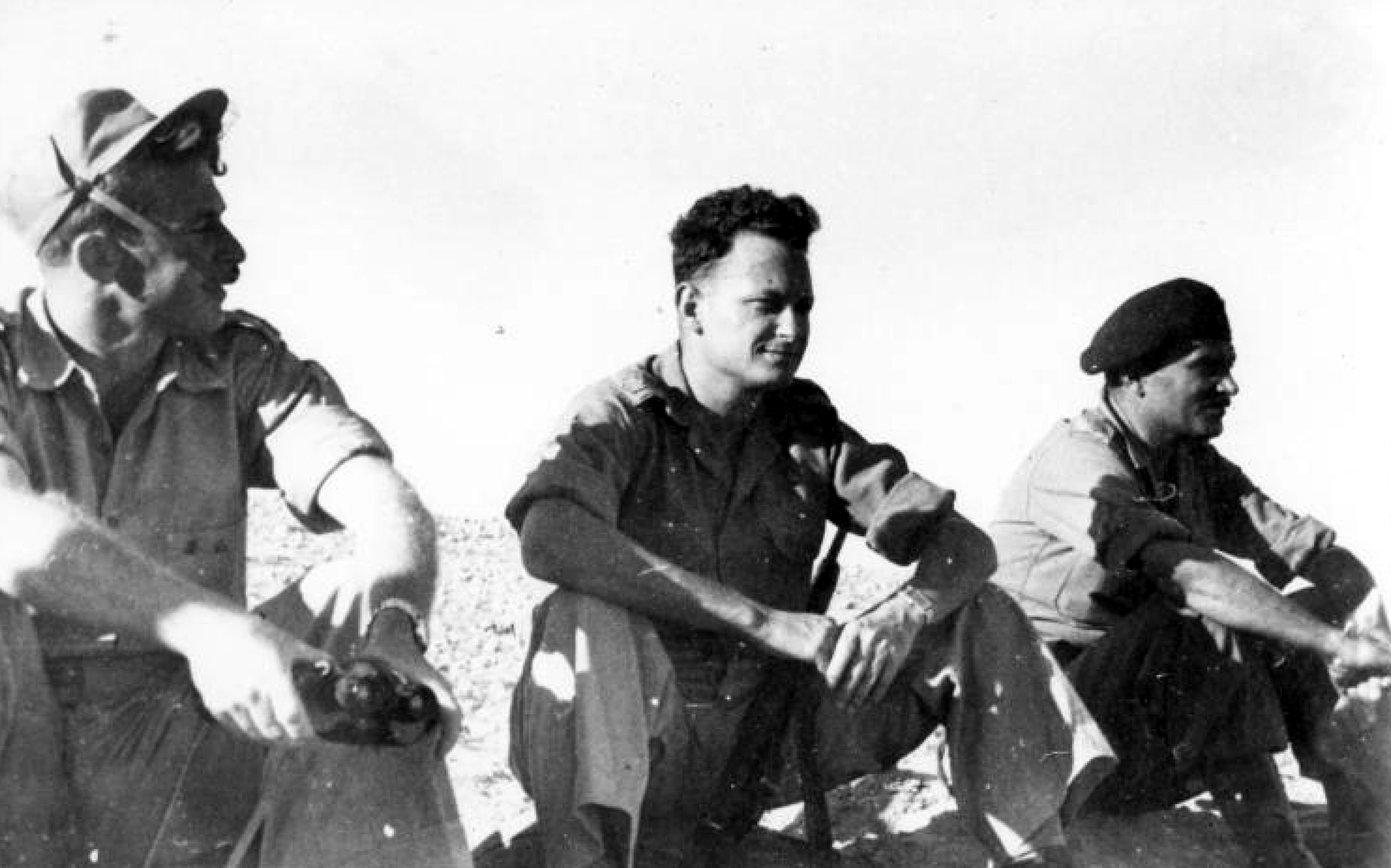
آلون (وسط) في عراق سويدان، نوفمبر 1948

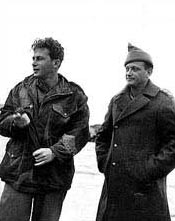
إسحاق رابين وآلون (1949)

## السيرة الذاتية
ولد إيغال بيكوفيتس (آلون لاحقاً) في مستعمرة كفار تافور في الجليل الأسفل. هاجر والده إلى فلسطين في عام 1890. بعد التخرج من المدرسة الثانوية الزراعية في خضوري في عام 1937، أصبح ألون أحد مؤسسي كيبوتس غينوسار. كان آلون متزوجا من روث. وكانت ابنتهما الكبرى هي نوريت، وهي تنتمي إلى طيف التوحد.
في الفترة 1950–1952، درس الفلسفة والتاريخ في كلية سانت أنتوني، أكسفورد.
مات ألون بسبب قصور القلب في العفولة في 29 فبراير 1980. ودفن على شاطئ بحيرة طبريا في مقبرة كيبوتس غينوسار في المنطقة الشمالية. وقد حضر الجنازة عشرات الآلاف من المعزين، مع بعث تعازي من قبل العديد من قادة العالم، بمن فيهم الرئيس المصري أنور السادات.

## المسيرة العسكرية
انضم آلون إلى الهاغانا في عام 1931، وانتقل إلى وحدة ميدانية ثم إلى دورية متنقلة في شمال فلسطين خلال الثورة العربية التي شهدتها فلسطين في الفترة من 1936 إلى 1939. وشارك خلال هذه الفترة في عدة عمليات من فرق العمل الليلي الخاصة، بقيادة أورد تشارلز وينغيت وهـ. إي. ن. بريدين. وفي عام 1941، أصبح أحد الأعضاء المؤسسين لمنظمة البلماح. وفي عامي 1941 و1942، كان مستطلعاً مع القوات البريطانية التي حاربت في سوريا ولبنان. وفي عام 1945، أصبح قائدا عاما للبلماح.
في يونيو 1948، وفي ذروة المواجهة بين دافيد بن غوريون و‌الإرغون بشأن توزيع أسلحة من السفيرة ألتالينا، قاد آلون القوات التي أمرت بقصف السفينة. وخلال الحرب العربية الإسرائيلية 1948، قاد آلون عددا من العمليات الرئيسية على جميع الجبهات الثلاث، بما في ذلك يفتاح في الجليل، وداني في الوسط، ويوآف، و‌حوريب في النقب. وكانت آخر أدواره العسكرية الرئيسية بصفته قائدا في أكتوبر وديسمبر 1948: عملية يوآف باتجاه تلال الخليل وعملية حوريف على طول الجبهة المصرية الجنوبية. وبصفته القائد التنفيذي للقيادة الجنوبية، كان مسؤولا عن الأمن على طول الحدود مع مصر وأجزاء من الأردن. وفي 4 يونيو 1949، أعلن عن منطقة عسكرية مغلقة طولها 8 كيلومترا (5 ميلا) على طول الحدود. وفي 18 أكتوبر 1949، أثناء قيامه بزيارة رسمية في باريس، فقد أخبره المضيفون الفرنسيون بأن بن غوريون قد قرر استبداله بوصفه قائد القيادة الجنوبية بموشيه دايان. واستقال معظم ضباط أركانه احتجاجا. وتقاعد من الخدمة الفعلية في عام 1950.

## المسيرة السياسية
في يناير 1948، ساعد آلون في تشكيل حزب مبام اليساري. بيد أن رئيس الوزراء دافيد بن غوريون، بعد حرب عام 1948، أبلغ آلون بأن يفصل نفسه عن الحزب، وهو منافس لحزبه الحاكم ماباي، كما رأى أنه كان في غاية اليسر ويهدد أمن الدولة. في ديسمبر 1948 وجه القائد المشارك لماباي مائير يعري انتقادات إلى آلون لاستخدامه عشرات الآلاف من اللاجئين الفلسطينيين لتحقيق أهداف إستراتيجية.
بعد إنهاء حياته العسكرية، شرع في مسيرة سياسية عامة. وأصبح قائدا بارزا في أحدوت هعفوداه، الذي انقسم من مبام في عام 1954، وتم انتخابه لأول مرة في الكنيست في عام 1955، حيث عمل حتى وفاته. وكان عضوا في لجنة الشؤون الاقتصادية، والدستور، ولجنة القانون والعدل، ولجنة التعليم والثقافة، واللجنة المشتركة المعنية باقتراح جدول الأعمال المتعلق بالرياضة في إسرائيل، ولجنة الشؤون الخارجية والدفاع.
عمل آلون كوزير للعمل في الفترة من عام 1961-1968. وفي هذا الصدد، عمل على تحسين خدمات العمالة الحكومية، وتوسيع شبكة الطرق، والنضال من أجل سن التشريعات المتعلقة بعلاقات العمل. وفي الفترة من عام 1968 إلى عام 69، شغل منصب نائب رئيس الوزراء ووزير استيعاب المهاجرين. وقد عمل آلون بصفة مؤقتة بصفته رئيس الوزراء المؤقت عقب وفاة ليفي أشكول في 26 فبراير 1969. وتولى منصبه حتى 17 مارس 1969، عندما تولت غولدا مائير بعد تعيينها زعيمة لحزب العمل. وأصبح نائب رئيس الوزراء ووزير التعليم والثقافة في حكومة مائير، وشغل هذا المنصب حتى عام 1974. وخلال أزمة سبتمبر 1970 دعا إلى دعم الملك حسين في صراعه مع منظمة التحرير الفلسطينية. وفي عام 1974، كان جزءا من الوفد إلى اتفاق الفصل بين القوات. وأصبح وزيرا للخارجية في عام 1974، وظل في هذا المنصب حتى عام 1977. وفي وقت وفاته المفاجئة في عام 1980، كان مرشحا لقيادة التجمع العمالي، منافساً رئيس الحزب الحالي شمعون بيريز.
كان آلون هو المهندس لخطة آلون، وهو اقتراح بإنهاء الاحتلال الإسرائيلي للضفة الغربية مع تقسيم متفاوض عليه للأراضي. وعُرضت الخطة على مجلس الوزراء في يوليو 1967، بعد حرب الأيام الستة. ووفقا لهذه الخطة، ستحتفظ إسرائيل بثلث الضفة الغربية وتحمي نفسها من الغزو من الشرق على يد قطاع من المستوطنات والمنشآت العسكرية على طول غور الأردن. وستكون مرتفعات الجبال الواقعة إلى الغرب من هذا القطاع، التي يسكنها العرب، في كونفدرالية مع الأردن. وسيتم ضم قطاع من الأراضي يحيط بطريق أريحا–القدس، وغوش عتصيون، وجزء كبير من منطقة تلال الخليل. وستجرى تغييرات إقليمية طفيفة على طول الخط الأخضر، ولا سيما في منطقة اللطرون. كما دعا إلى تطوير الأحياء اليهودية في القدس الشرقية، وإعادة تأهيل الحي اليهودي في المدينة القديمة، وضم غزة، التي سيعاد توطين سكانها العرب في أماكن أخرى.

## إحياء الذكرى
في معرض شرح الإعجاب المتزايد بإيغال آلون بعد ثلاثة عقود من وفاته، قال أورن داغان، زعيم جمعية الحفاظ على مواقع التراث الإسرائيلي، «يتمنى الناس أن يعيشوا في الدولة التي حلم بها إيغال آلون، على سبيل المثال في القضية العربية اليهودية. هذا ليس نهج ما بعد الصهيونية، لا متردد ولا اعتذاري. إنه نهج للسلامة والأمن يقول» إن مكاننا هنا«، لكنه لا يزال يشدد على أهمية الحوار، ولا يحدث أبدا من خلال الترافع أو الغطرسة. وقد مد آلون يد السلام، وهذا هو النهج الذي نريد أن يتخذه القادة اليوم».

## روابط خارجية
- إيغال آلون على موقع الموسوعة البريطانية (الإنجليزية)
- إيغال آلون على موقع مونزينجر (الألمانية)
- إيغال آلون على موقع ميوزك برينز (الإنجليزية)